# 雨櫻神社
雨櫻神社（あめざくらじんじゃ）は、静岡県掛川市上垂木の神社。旧社格は郷社。

## 祭神
- 素佐之男命（すさのおのみこと）
- 櫛稲田姫命（くしなだひめのみこと）
- 八王子命（はちおうじのみこと）

## 歴史

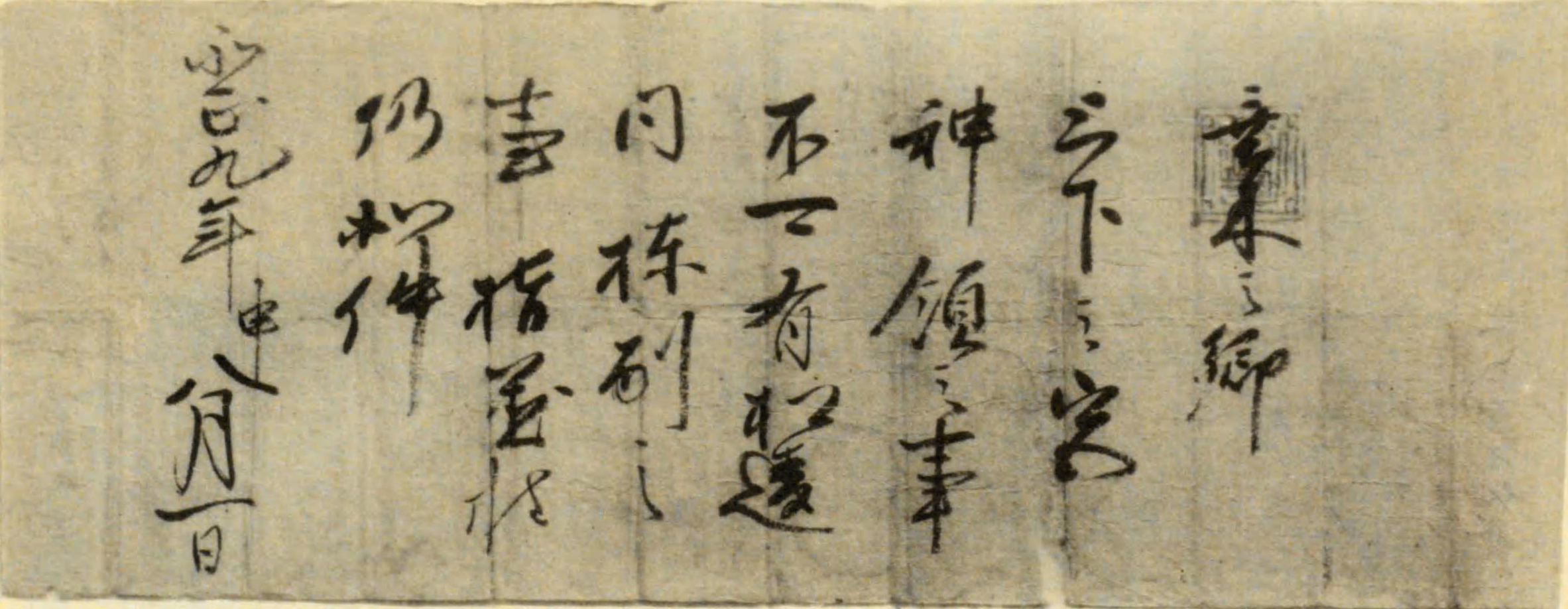
今川氏親の朱印状（『今川氏親朱印狀』永正9年8月1日、個人蔵）。「垂木之鄕・上下之宮・神領之事」と記されている

『大日本史』や『遠江国風土記伝』によると、延喜式神名帳における真草神社とされている。永仁年間の出火により社殿を焼失し、同地区にある尾崎宮（現在の六所神社）に遷座した。1397年（応永5年）には現在地に社殿が再建され、尾崎宮（六所神社）より遷座することとなった。1512年（永正9年）には今川氏親より社領75石を寄進される。明治時代には郷社となり、神饌幣帛供進社指定となる。
古来は「天櫻天王」とされていたが、山内一豊が掛川城主の頃に雨の和歌を桜木に結びつけたところ、すぐに降雨となり「雨櫻天王」と呼ばれるようになった。

## 祭事

### 垂木の祇園祭

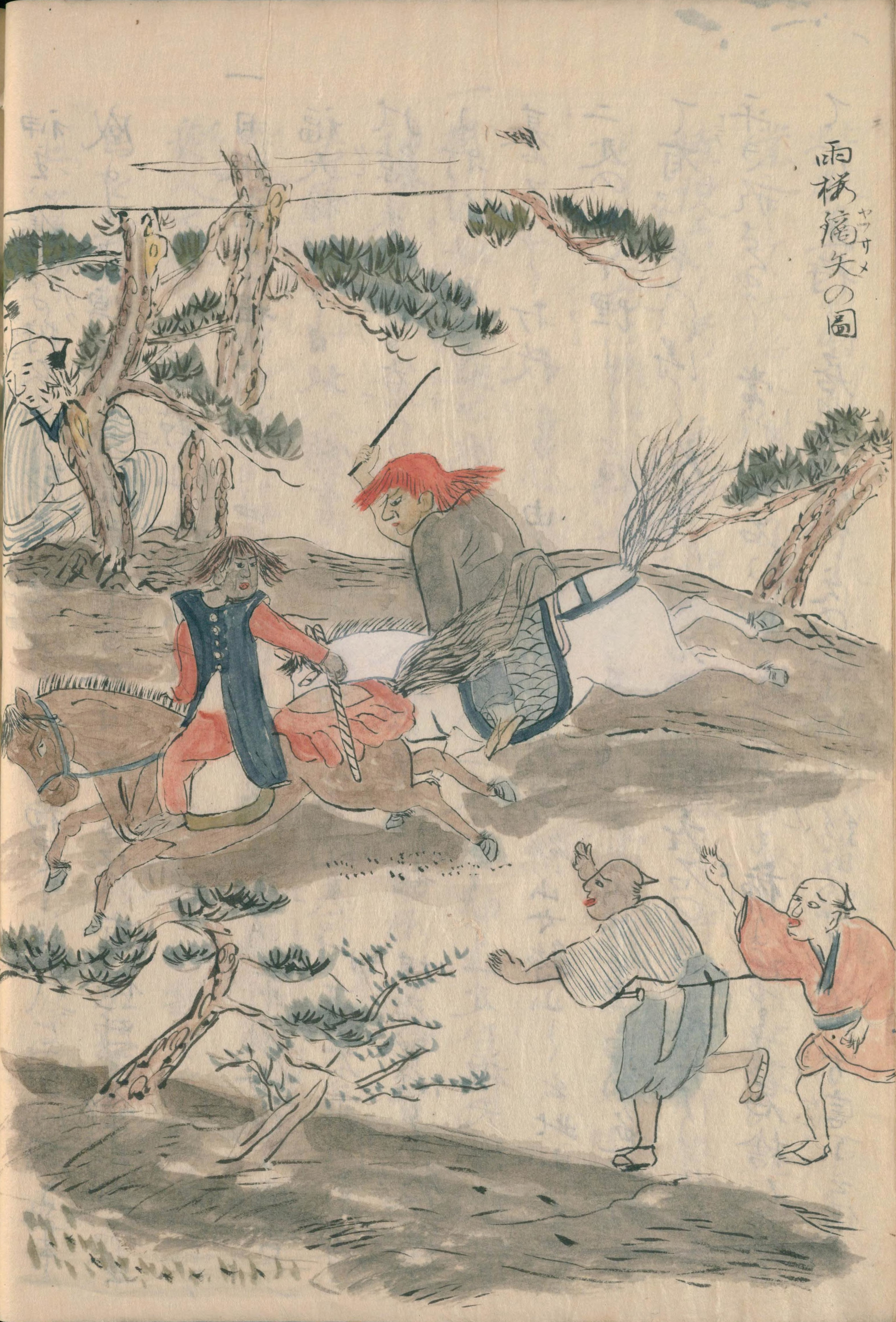
江戸時代の垂木の流鏑馬（「雨桜鏑矢の圖」藤長庚編集『遠江古蹟圖會』1803年。国立国会図書館蔵）

7月中に8日間行われる祭事。由来は、雨櫻神社の社殿が焼失の際、社殿再建まで六所神社に合祀された御礼として神輿渡御が始まったとされている。 また、同地区の中村家に怪獣(大獅子)が現れ、小麦俵を食い破り猛り狂い、郷内武者7騎が倒した伝承が何時しか一緒になったと考えられる。そのため還御前日夜には中村家にて「獅楽式」が、還御当日には流鏑馬神事が行われる。一時途絶えることとなったが、近年再興された。神輿渡御と怪獣(大獅子)退治が祭事の根幹となり、この由来から期間中には小麦入りの「麦オコワ」が供えられる。
平成30年に掛川市無形民俗文化財に指定された。

## 年間行事
- 1月1日 歳旦祭
- 2月17日 祈年祭
- 3月21日 春分祭
- 4月29日 昭和祭
- 6月30日 大祓
- 7月上旬 垂木の祇園祭
- 9月23日 秋分祭
- 10月第2土日曜日 秋季大祭
- 11月23日 新嘗祭
- 12月31日 大祓・除夜祭

## 現地情報
所在地
- 静岡県掛川市上垂木1612

交通アクセス
- 最寄バス停：掛川バス桜木線 バス停「上の宮入口」下車後、徒歩約7分